# قطعنامه ۱۶۷۴ شورای امنیت
قطعنامه ۱۶۷۴ شورای امنیت سازمان ملل متحد که در تاریخ ۲۸ آوریل ۲۰۰۶ تصویب شد، سندی بین‌ المللی درباره محافظت از غیرنظامیان در درگیری‌ های مسلحانه است. این قطعنامه طی نشست ۵۴۳۰ام با ۱۵ رای موافق، ۰ مخالف و ۰ ممتنع تصویب شد.